# Juno (filme)
Juno (bra/prt: Juno) é um filme húngaro-canado-estadunidense de 2007, do gênero comédia dramática, dirigido por Jason Reitman e escrito por Diablo Cody.

## Sinopse
Uma jovem menina chamada Juno (Elliot Page), com apenas 16 anos engravida do seu companheiro de escola, Bleeker. Com a ajuda dos familiares e da melhor amiga, Juno procura um jovem casal que seja perfeito para criar o seu filho... e enfrenta situações muito delicadas e incomuns para a sua idade.[carece de fontes?]

## Elenco principal
| Ator / Atriz        | Personagem              |
| ------------------- | ----------------------- |
| Elliot Page         | Juno MacGuff            |
| Michael Cera        | Paul "Paulie" Bleeker   |
| Jennifer Garner     | Vanessa Loring          |
| Jason Bateman       | Mark Loring             |
| Olivia Thirlby      | Leah                    |
| J.K. Simmons        | Mackenzie "Mac" MacGuff |
| Allison Janney      | Brenda "Bren" MacGuff   |
| Rainn Wilson        | Rollo                   |
| Eillen Pedde        | Gerta Rauss             |
| Daniel Clark        | Steve Rendazo           |
| Darla Vandenbossche | Sra. Bleeker            |
| Aman Johal          | VJ                      |
| Valerie Tian        | Su Chin                 |
| Sierra Pitkin       | Liberty Bell            |

## Principais prêmios e indicações
| Prêmio                         | Categoria                         | Recipiente                        | Resultado                   |
| ------------------------------ | --------------------------------- | --------------------------------- | --------------------------- |
| Oscar 2008                     | Melhor Filme                      | Melhor Filme                      | Indicado                    |
| Oscar 2008                     | Melhor diretor                    | Jason Reitman                     | Indicado                    |
| Oscar 2008                     | Melhor atriz principal            | Elliot Page                       | Indicado                    |
| Oscar 2008                     | Melhor roteiro original           | Diablo Cody                       | Venceu                      |
| BAFTA 2008                     | Melhor atriz principal            | Elliot Page                       | Indicado[carece de fontes?] |
| BAFTA 2008                     | Melhor Roteiro Original           | Diablo Cody                       | Venceu[carece de fontes?]   |
| Golden Globe Awards 2008       | melhor filme - comédia ou musical | melhor filme - comédia ou musical | Indicado                    |
| Golden Globe Awards 2008       | Melhor atriz - comédia ou musical | Elliot Page                       | Indicado                    |
| Golden Globe Awards 2008       | Melhor roteiro                    | Diablo Cody                       | Indicado                    |
| Independent Spirit Awards 2008 | Melhor filme                      | Melhor filme                      | Venceu[carece de fontes?]   |
| Independent Spirit Awards 2008 | Melhor Diretor                    | Jason Reitman                     | Indicado[carece de fontes?] |
| Independent Spirit Awards 2008 | Melhor atriz principal            | Elliot Page                       | Venceu[carece de fontes?]   |
| Independent Spirit Awards 2008 | Melhor roteirista iniciante       | Diablo Cody                       | Venceu[carece de fontes?]   |
| National Board of Review 2008  | Melhor revelação feminina         | Elliot Page                       | Indicado[carece de fontes?] |
| National Board of Review 2008  | Melhor roteiro original           | Diablo Cody                       | Venceu[carece de fontes?]   |
| Screen Actors Guild Award 2008 | Melhor atriz principal            | Elliot Page                       | Indicado[carece de fontes?] |
| Satellite Awards 2008          | Melhor filme - comédia ou musical | Melhor filme - comédia ou musical | Indicado[carece de fontes?] |
| Satellite Awards 2008          | Melhor diretor                    | Jason Reitman                     | Indicado[carece de fontes?] |
| Satellite Awards 2008          | Melhor atriz - comédia ou musical | Elliot Page                       | Venceu[carece de fontes?]   |
| Satellite Awards 2008          | Melhor Roteiro Original           | Diablo Cody                       | Venceu[carece de fontes?]   |